# Lingua tlingit
Il Tlingit è una delle lingue native americane parlata dai Tlingit nell'Alaska sud-orientale, nello Yukon, nella Columbia Britannica, nell'Arcipelago Alessandro e nell'area costiera circostante. Fa parte della famiglia di lingue na-dene, di cui è un ramo separato.